# 259 (عدد)
259 هو عدد صحيح  طبيعي بين 258 و260

## في الرياضيات

### خصائص
- 259 عدد فردي
- 259 عدد ناقص
- 259 عدد مضلعي (14 أضلاع-...)